# 石井靖見
石井 靖見（いしい やすあき、1985年3月7日 - ）は、日本のスタントマン、俳優。千葉県出身。ジャパンアクションエンタープライズ所属。

## 出演

### テレビドラマ
- 義経（2005年、NHK） - 兵士、水夫 役
- チェケラッチョ!! in TOKYO（2006年、フジテレビ）
- 功名が辻 第10話（2006年、NHK） - 織田軍兵士 役
- オトメン（乙男） 第1話（2009年、フジテレビ） - 高校生 役
- 爆笑問題のドッキリ パニックフェイス王4（2009年、TBS） - ヤンキー 役
- 天地人（2009年、NHK）
- SPEC〜警視庁公安部公安第五課 未詳事件特別対策係事件簿〜 第5話（2010年、TBS） - テロリスト 役
- 夏の恋は虹色に輝く 第1話（2010年、フジテレビ） - 松本潤吹き替え
- ダブルフェイス（2012年、TBS/WOWOW） - フルフェイスの男 役[1]
- 戦国★男士（2012年、テレビ神奈川 他） - チンピラ 役
- MOZU Season1〜百舌の叫ぶ夜（2014年、TBS） - 警備員 役
- ドラマW MOZU Season2〜幻の翼〜（2014年、WOWOW） - 隊員 役、アクションクルー、スタント
- 三匹のおっさん 最終話（2014年、テレビ東京） - 若者 役[1]
- 絶対零度〜未然犯罪潜入捜査〜（フジテレビ）
  - Season3（2018年） - 大島 役（第4話）[1]、アクションクルー[1]
  - Season4（2020年1月6日 - 3月16日） - アクションクルー
  - AFTERSTORY（2020年3月23日） - アクションクルー[2]
- ルパンの娘 第11話（2019年9月26日、フジテレビ）

### 特撮テレビドラマ
- 仮面ライダーシリーズ（東映 / テレビ朝日）
  - 仮面ライダーカブト（2006年 - 2007年）
  - 仮面ライダーディケイド（2009年）
  - 仮面ライダーW（2009年 - 2010年） - ドーパント[要出典] 役
  - 仮面ライダーオーズ/OOO（2010年 - 2011年）
  - 仮面ライダーフォーゼ（2011年 - 2012年） - ゾディアーツ[要出典] 役
  - 仮面ライダーウィザード（2012年 - 2013年） - グール[要出典] 役
  - 仮面ライダー鎧武/ガイム（2013年 - 2014年）
  - 仮面ライダードライブ（2014年 - 2015年）
  - 仮面ライダーゴースト（2015年 - 2016年）
  - 仮面ライダーエグゼイド（2016年 - 2017年）[1]
  - 仮面ライダービルド（2017年 - 2018年）[1]
  - 仮面ライダージオウ（2018年 - 2019年）
  - 仮面ライダーリバイス（2021年 - 2022年）
  - 仮面ライダーギーツ（2022年 - 2023年） - 仮面ライダーリガド[3]
  - 仮面ライダーガッチャード（2023年 - 2024年）
- スーパー戦隊シリーズ（東映 / テレビ朝日）
  - 魔法戦隊マジレンジャー（2005年 - 2006年）
  - 轟轟戦隊ボウケンジャー（2006年 - 2007年）
  - 獣拳戦隊ゲキレンジャー（2007年 - 2008年）
  - 侍戦隊シンケンジャー（2009年 - 2010年）
  - 天装戦隊ゴセイジャー（2010年 - 2011年）
  - 海賊戦隊ゴーカイジャー（2011年 - 2012年）
  - 特命戦隊ゴーバスターズ（2012年 - 2013年） - 宇宙刑事ギャバンtypeG[4] 役
  - 獣電戦隊キョウリュウジャー（2013年 - 2014年）
  - 烈車戦隊トッキュウジャー（2014年 - 2015年）
  - 手裏剣戦隊ニンニンジャー（2015年 - 2016年）
  - 動物戦隊ジュウオウジャー（2016年 - 2017年）
  - 宇宙戦隊キュウレンジャー（2017年 - 2018年）
  - 快盗戦隊ルパンレンジャーVS警察戦隊パトレンジャー（2018年 - 2019年）
  - 騎士竜戦隊リュウソウジャー（2019年 - 2020年）
  - 魔進戦隊キラメイジャー（2020年 - 2021年）
  - 王様戦隊キングオージャー（2023年 - 2024年）

### 映画
- ドロップ（2009年） - 住田の仲間 役
- ロストクライム -閃光-（2010年）
- 劇場版TRICK 霊能力者バトルロイヤル（2010年）
- 探偵はBARにいる（2011年） - 塾生 役[1]
- ハードロマンチッカー（2011年）
- ブルーバレンタイン3D〜リベンジガール〜（2011年） - スタント
- 海賊戦隊ゴーカイジャーVS宇宙刑事ギャバン THE MOVIE（2012年）
- 宇宙刑事ギャバン THE MOVIE（2012年）
- 劇場版 SPEC〜結〜（2013年） - アクションクルー
- ヌイグルマーZ（2014年） - アクションクルー
- 日々ロック（2014年） - アクションクルー[1]
- 暗殺教室（2015年） - 特殊部隊隊員 役、スタント
- Zアイランド（2015年） - アクションクルー
- 天空の蜂（2015年） - アクションクルー
- TOO YOUNG TO DIE! 若くして死ぬ（2016年） - 青鬼 役[1]
- HiGH&LOW THE MOVIE 2 / END OF SKY（2017年、松竹） - アクションクルー[1]
- パンク侍、斬られて候（2018年） - 腹ふり衆 役、アクションクルー[1]
- HiGH&LOW THE WORST（2019年） - アクションクルー[1]
- がんばれいわ!!ロボコン ウララ〜!恋する汁なしタンタンメン!!の巻（2020年） - アクションクルー[5]
- セイバー+ゼンカイジャー スーパーヒーロー戦記（2021年）
- 四十九 SeeK.1（2023年） [6]
- 仮面ライダーシリーズ
  - 劇場版 仮面ライダーカブト GOD SPEED LOVE（2006年）
  - 劇場版 さらば仮面ライダー電王 ファイナル・カウントダウン（2008年）
  - 劇場版 超・仮面ライダー電王&ディケイド NEOジェネレーションズ 鬼ヶ島の戦艦（2009年）
  - 劇場版 仮面ライダーディケイド オールライダー対大ショッカー（2009年）
  - 劇場版 仮面ライダー×仮面ライダー W&ディケイド MOVIE大戦2010（2009年） - ダミー・ドーパント / デス・ドーパント 役
  - 仮面ライダー×仮面ライダー×仮面ライダー THE MOVIE 超・電王トリロジー EPISODE YELLOW お宝DEエンド・パイレーツ（2010年）
  - 仮面ライダーW FOREVER AtoZ/運命のガイアメモリ（2010年）
  - 仮面ライダー×仮面ライダー オーズ&ダブル feat.スカル MOVIE大戦CORE（2010年）
  - 仮面ライダー×仮面ライダー フォーゼ&オーズ MOVIE大戦MEGA MAX（2011年） - 財団X部下A 役
  - 劇場版 仮面ライダーウィザード in Magic Land（2013年）[1]
  - 劇場版 仮面ライダー鎧武 サッカー大決戦!黄金の果実争奪杯!（2014年）[1]
  - 劇場版 仮面ライダーゴースト 100の眼魂とゴースト運命の瞬間（2016年）
  - 仮面ライダー平成ジェネレーションズ Dr.パックマン対エグゼイド&ゴーストwithレジェンドライダー（2016年）
  - 劇場版 仮面ライダーエグゼイド トゥルー・エンディング（2017年）
  - 仮面ライダーアマゾンズ THE MOVIE 最後ノ審判（2018年） - リスアマゾン 役
  - 劇場版 仮面ライダービルド Be The One（2018年） - シザーズロストスマッシュ 役[7]
  - 仮面ライダー 令和 ザ・ファースト・ジェネレーション（2019年）[8][9]
  - 劇場版 仮面ライダーゼロワン REAL×TIME（2020年）[10]
  - 仮面ライダー ビヨンド・ジェネレーションズ（2021年）
  - 映画 仮面ライダーギーツ 4人のエースと黒狐（2023年）
  - 仮面ライダー THE WINTER MOVIE ガッチャード&ギーツ 最強ケミー★ガッチャ大作戦（2023年）
- スーパー戦隊シリーズ
  - 劇場版 炎神戦隊ゴーオンジャーVSゲキレンジャー（2009年）
  - 侍戦隊シンケンジャー 銀幕版 天下分け目の戦（2009年）
  - 侍戦隊シンケンジャーVSゴーオンジャー 銀幕BANG!!（2010年）
  - ゴーカイジャー ゴセイジャー スーパー戦隊199ヒーロー大決戦（2011年）
  - 烈車戦隊トッキュウジャー THE MOVIE ギャラクシーラインSOS（2014年）
  - 烈車戦隊トッキュウジャーVSキョウリュウジャー THE MOVIE（2015年）
- スーパーヒーロー大戦シリーズ
  - 仮面ライダー×スーパー戦隊 スーパーヒーロー大戦（2012年）
  - 仮面ライダー×スーパー戦隊×宇宙刑事 スーパーヒーロー大戦Z（2013年） - 宇宙刑事ギャバンtypeG 役
  - スーパーヒーロー大戦GP 仮面ライダー3号（2015年）
  - 仮面ライダー×スーパー戦隊 超スーパーヒーロー大戦（2017年）

### オリジナルビデオ
- 仮面ライダーシリーズ
  - 仮面ライダーW RETURNS（2011年）
    - 仮面ライダーアクセル - ギャング 役
    - 仮面ライダーエターナル

  - てれびくん超バトルDVD 仮面ライダーウィザード ダンスリングでショータイム!!（2013年）
  - 鎧武/ガイム外伝 仮面ライダー斬月/仮面ライダーバロン（2015年）
  - ROGUE（2018年）
  - ゼロワン Others 仮面ライダー滅亡迅雷（2021年）
  - 仮面ライダー555 20th パラダイス・リゲインド（2024年）
- スーパー戦隊シリーズ
  - 帰ってきた特命戦隊ゴーバスターズVS動物戦隊ゴーバスターズ（2013年）
  - 行って帰ってきた烈車戦隊トッキュウジャー 夢の超トッキュウ7号（2015年）
  - 宇宙戦隊キュウレンジャーVSスペース・スクワッド（2018年）
- 宇宙刑事ギャバン伝説（2012年）

### ネットムービー
- 仮面ライダーシリーズ
  - ネット版 仮面ライダー×スーパー戦隊×宇宙刑事 スーパーヒーロー大戦乙!〜Heroo!知恵袋〜あなたのお悩み解決します!（2013年）
  - ネット版 仮面ライダーウィザード イン マジか!?ランド（2013年）
  - dビデオスペシャル 仮面ライダー4号（2015年）
  - 仮面ライダーアマゾンズ（2016年）
  - 仮面戦隊ゴライダー（2017年）
  - 冥黒の黙示録 ラケシス（2025年）
- 三井不動産レジデンシャル製作WEBドラマ「タイムスリップ!堀部安兵衛」（2014年） - 赤穂浪士 役
- JAEオリジナル ショートムービー「華麗なる追跡2 〜Dファイル〜」（2015年） - 男E 役

### 舞台
- Endless SHOCK
  - Endless SHOCK 2006（2006年2月6日 - 3月29日）
  - Endless SHOCK 2008（2008年1月6日 - 2月26日） - アンサンブル
- SUMMARY of Johnny's World 2008（2008年） - アンサンブル
- 劇団EXILE
  - 「レッドクリフ 愛」（2011年） - アンサンブル
  - 「影武者独眼竜」（2012年、オリックス劇場 / シアターコクーン） - アンサンブル
- 新春滝沢革命（2011年） - アンサンブル
- 滝沢歌舞伎
  - 滝沢歌舞伎（2011年） - アンサンブル
  - 滝沢歌舞伎10th Anniversary（2015年、新橋演舞場 / マリーナベイサンズシアター） - アンサンブル[1]
  - 滝沢歌舞伎2016（2016年、新橋演舞場） - アンサンブル[1]
- 地球ゴージャス プロデュース公演 Vol.12「怪盗セブン」（2012年3月8日 - 4月22日、赤坂ACTシアター 他） - サーカス 役[1]
- DREAM BOYS JET（2013年、帝国劇場） - 12m落下スタント、アンサンブル[1]
- 日本テレビ60周年特別舞台「真田十勇士」（2014年、青山劇場） - アンサンブル[1]
- AZUMI 幕末編（2015年、新国立劇場中劇場） - アンサンブル[1]
- Dステ17th「夕陽伝」（2015年、サンシャイン劇場） - アンサンブル[1]
- ミュージカル 忍たま乱太郎 - ドクタケ忍者 役 
  - 「第七弾〜水軍砦三つ巴の戦い!〜」（初演：2016年1月、サンシャイン劇場 / 再演：2016年6月 - 7月、東京ドームシティ シアターGロッソ / あましんアルカイックホール / 静岡市民文化会館 中ホール）[1]
  - 「第八弾〜がんばれ五年生! 技あり、術あり、初忍務!!〜」（2017年、東京ドームシティ シアターGロッソ）[1]

### CM
- 愛知県警CM（2008年） - 若者 役

### イベント
- 花やしき「忍術武芸帖」 - 猿飛サスケ 役

### コンサート
- 滝沢秀明ソロコンサート夏（2009年） - アクションクルー
- EXILE TOUR 2010 FANTASY（2010年） - HIRO吹き替え、20m落下スタント[1]

### PV
- JASMINE - 忍者 役
- AKB48「フライングゲット」（2011年） - 赤べこ48 役
- Kis-My-Ft2「3,6,5」（2014年） - エキストラ[1]
- クレイジーケンバンド「指輪」（2015年）[1]